# 2008年太平洋生命公開賽
2008年太平洋生命公開賽于2008年3月10日至3月23日在美國印第安維爾斯舉行，是第32屆賽事，也稱印地安泉大師賽，ATP是大師系列賽，WTA是一級錦標賽。

## 冠軍

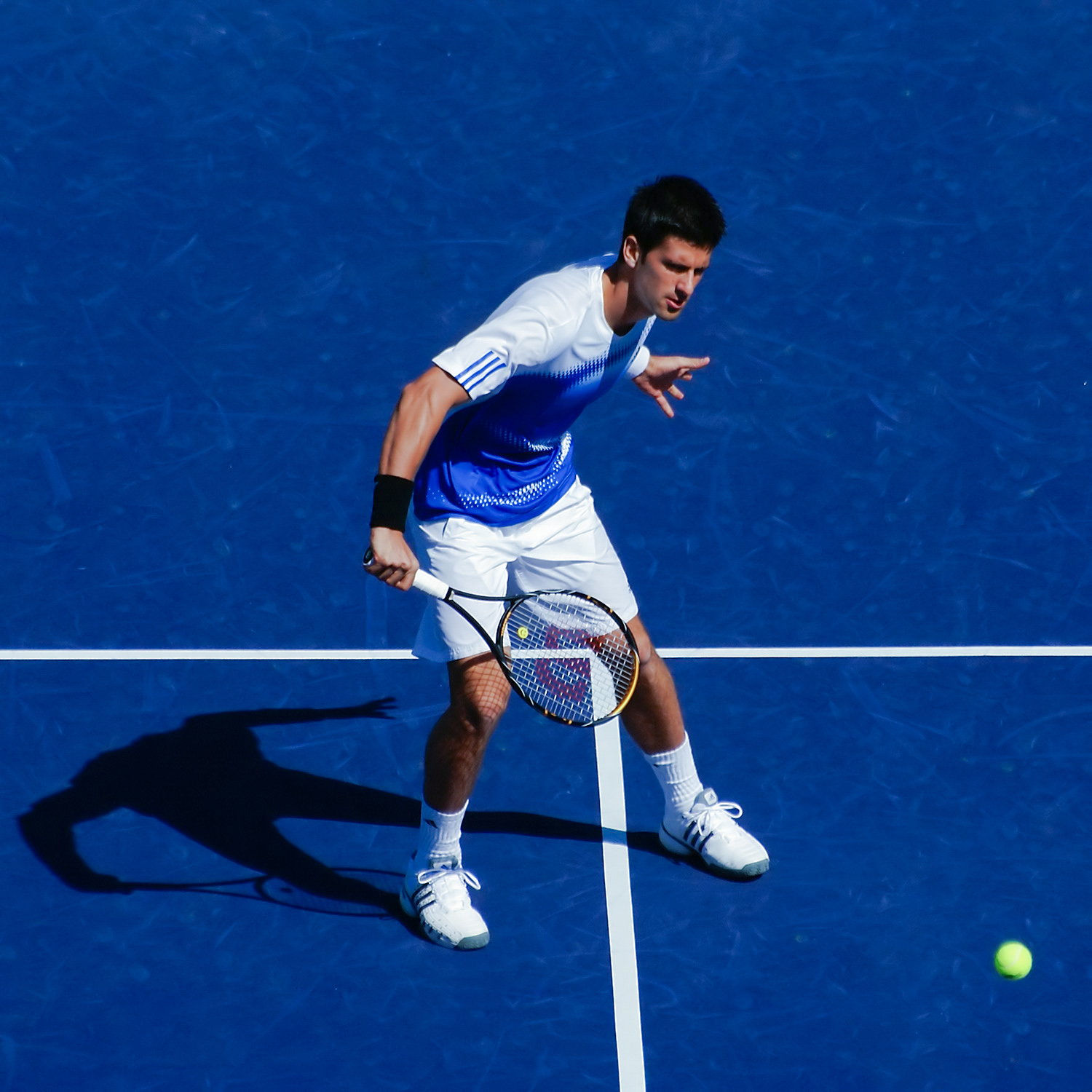
男單冠軍諾瓦克·喬科維奇

单打列出冠亚军以及决赛比分，双打列出冠军组合。

### 男子單打
決賽： 諾瓦克·喬科維奇 擊敗  马尔迪·菲什（6–2, 5–7, 6–3）
- 這是諾瓦克·喬科維奇職業生涯第9個單打冠軍。

### 女子單打
決賽： 安娜·伊萬諾維奇 擊敗  斯韦特兰娜·库兹涅佐娃（6–4, 6–3）
- 這是安娜·伊萬諾維奇職業生涯第2個單打冠軍。

### 男子雙打

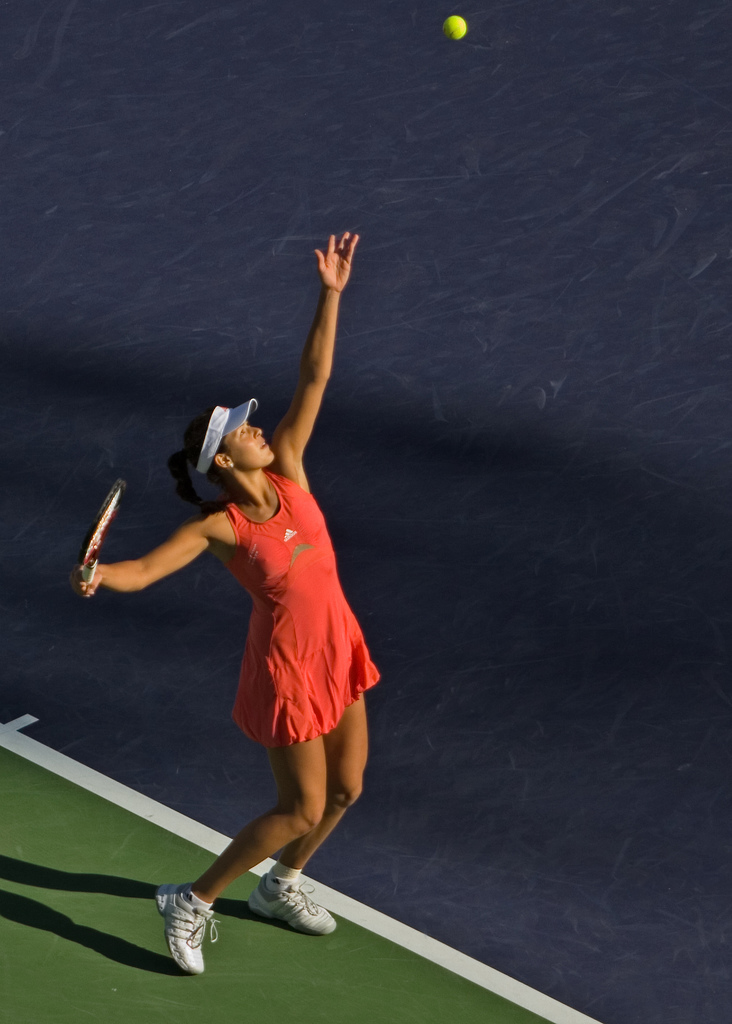
女單冠軍安娜·伊萬諾維奇

決賽： 乔纳森·埃利希 /  安迪·拉姆

### 女子雙打
決賽： 迪娜拉·薩芬娜 /  葉連娜·韋斯寧娜

## 外部連結
- 官方網站